# Who Wants to Live Forever
Who Wants to Live Forever är en låt av det brittiska rockbandet Queen, skriven av gruppens gitarrist Brian May. Låten återfinns på bandets tolfte studioalbum, A Kind of Magic, och gavs ut som singel den 15 september 1986.
Queen spelade låten under sin sista turné, Magic Tour, 1986.
Den skrevs som kärlekssång till filmen Highlander.

## Listplaceringar
| Lista (1986)  | Topplacering |
| ------------- | ------------ |
| Nederländerna | 6            |

### Fotnoter
1. ↑  ”Listplacering”. http://dutchcharts.nl/showitem.asp?interpret=Queen&titel=Who+Wants+To+Live+Forever&cat=s. Läst 28 maj 2011.